# Jakub Lewandowski (oficer)
Jakub Lewandowski (ur. 25 lipca 1899 w Rempinie, zm. 3 lipca 1972 w Płocku) – oficer Armii Ludowej, funkcjonariusz aparatu bezpieczeństwa PRL.

## Życiorys
Syn robotnika rolnego Władysława i Heleny, w młodości pracował wraz z ojcem, w 1918 wstąpił do Milicji Ludowej w Płocku, po rozwiązaniu której został wcielony do 4 batalionu etapowego w Warszawie, gdzie zetknął się z działaczami komunistycznymi. Kolportował ulotki przeciw wojnie z Rosją sowiecką, za co został aresztowany i uwięziony do 1922. Po zwolnieniu osiadł w Zawidzu, gdzie w 1926 wstąpił do PSL „Wyzwolenie”, utrzymując kontakty z działaczami Komunistycznej Partii Polski. Później był członkiem Zarządu Powiatowego Stronnictwa Ludowego. Brał udział w organizowaniu pochodów i manifestacji lewicowych ludowców. Kilka razy był aresztowany, a w 1936 osadzony w sierpeckim więzieniu. Podczas okupacji był współorganizatorem komunistycznej organizacji konspiracyjnej Rewolucyjne Rady Robotniczo-Chłopskie „Młot i Sierp” na północnym Mazowszu, a od 1942 Polskiej Partii Robotniczej i Gwardii Ludowej. Członek Komitetu Okręgowego (KO) PPR, szef okręgowego sztabu GL. W 1944 był szefem sztabu AL na powiat sierpecki i dowódcą partyzanckiej grupy AL. Po wojnie współorganizował Powiatowy Urząd Bezpieczeństwa Publicznego (PUBP) i komendę Milicji Obywatelskiej w Sierpcu, później skierowany jako funkcjonariusz do Wojewódzkiego Urzędu Bezpieczeństwa Publicznego w Szczecinie. Został p.o. szefa PUBP w Gryficach. W 1946 został ciężko ranny w walce z grupą antykomunistyczną i przeniesiony w stan spoczynku, następnie powrócił do Płocka, gdzie pracował w spółdzielczości wiejskiej i w rejonowej składnicy jajczarsko-drobiarskiej. Działacz PPR i Polskiej Zjednoczonej Partii Robotniczej, od 1964 na rencie. Był odznaczony Orderem Sztandaru Pracy II klasy i Krzyżem Oficerskim Orderu Odrodzenia Polski.